# Jastrowiec
Jastrowiec is een plaats in het Poolse district  Jaworski, woiwodschap Neder-Silezië. De plaats maakt deel uit van de gemeente Bolków en telt 163 inwoners.

## Galerij

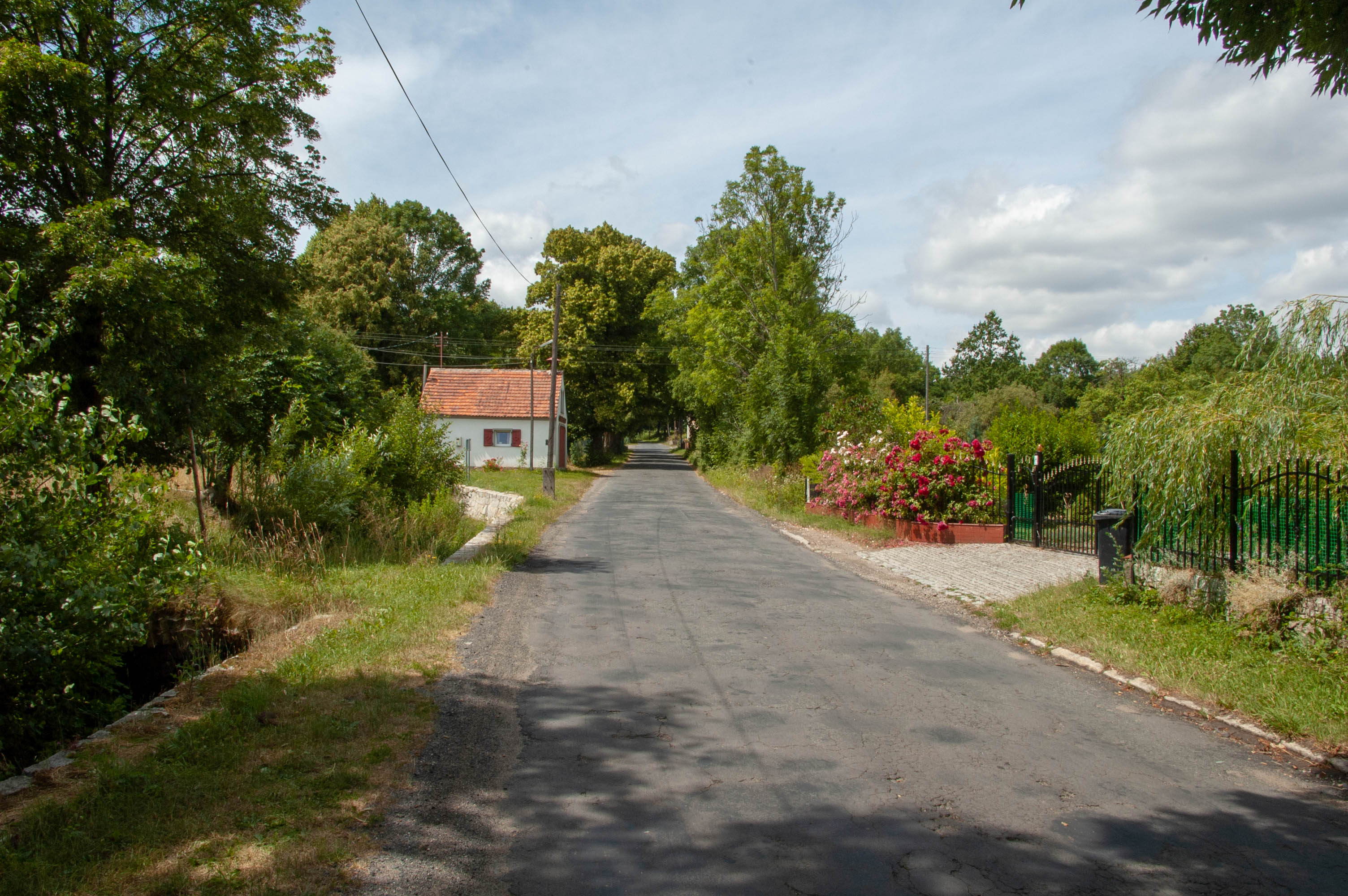
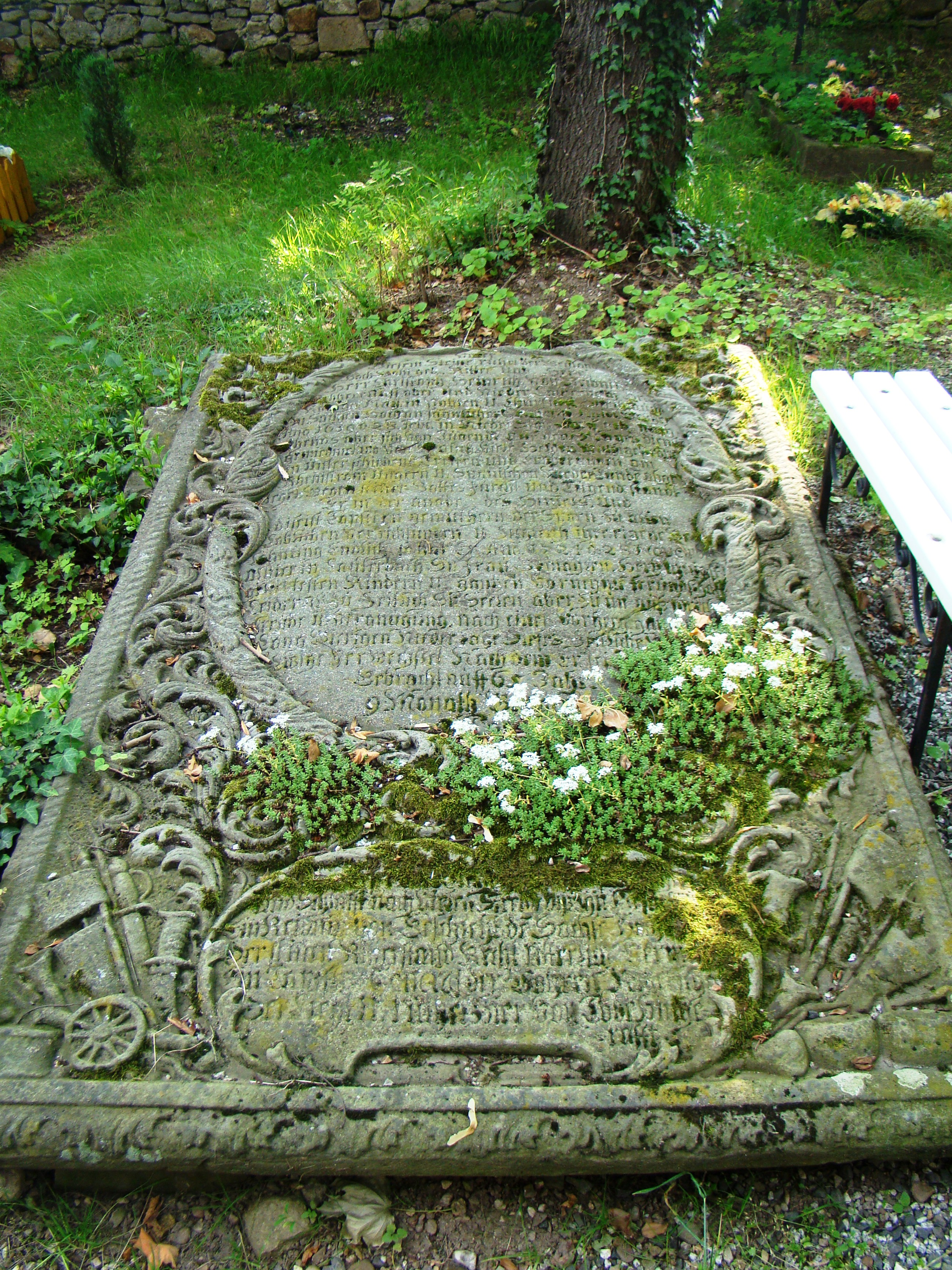
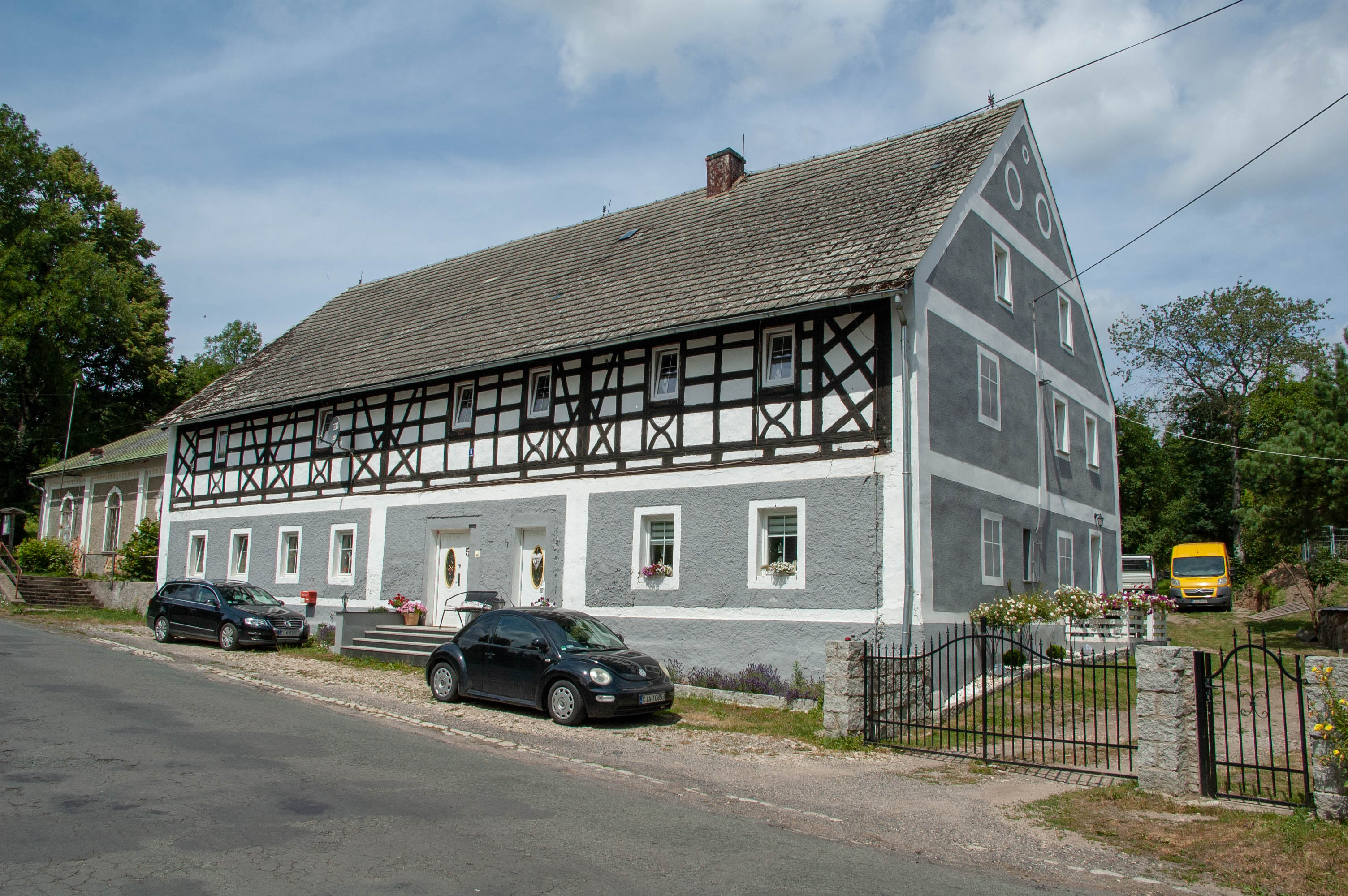